# Эмили (Секретные материалы)
Эмили" (англ. «Emily») — 7-й эпизод 5-го сезона сериала «Секретные материалы». Премьера состоялась 14 декабря 1997 года на телеканале FOX. Эпизод позволяет более подробно раскрыть так называемую «мифологию сериала», заданную в пилотной серии. Режиссёр — Ким Мэннэрс, авторы сценария — Винс Гиллиган, Джон Шибан, Фрэнк Спотниц, приглашённые звёзды — Пэт Скиппер, Лорен Диволд, Джон Пайпер-Фергюсон.
В США серия получила рейтинг домохозяйств Нильсена, равный 12,4, который означает, что в день выхода серию посмотрели 20,94 миллиона человек.
Главные герои серии — Фокс Малдер (Дэвид Духовны) и Дана Скалли (Джиллиан Андерсон), агенты ФБР, расследующие сложно поддающиеся научному объяснению преступления, называемые Секретными материалами.

## Сюжет
В данном эпизоде Скалли пытается спасти Эмили, девочку из прошлого эпизода, которая оказалась её родной дочерью, а Малдер пытается докопаться до истоков появления этой девочки на свет. В то же время врач девочки оказывается одним из инопланетных охотников. Эмили больна раковой опухолью в мозгу, но на неё начинается настоящая охота.